# Väinö Tanner
Cet article concerne l'homme d'État Väinö Tanner. Pour le géographe et diplomate, voir Väinö Tanner (géographe).
Väinö Alfred Tanner (né Thomasson le 12 mars 1881 — mort le 19 avril 1966) est un homme d'État. Il est le Premier ministre de Finlande de 1926 à 1927,.

## Biographie
Väinö Tanner est le fils d'un modeste serre-frein des chemins de fer finlandais, il obtient son diplôme de fin d'études secondaires en 1900 puis il est étudiant de l'école de commerce Suomen Liikemiesten Kauppaopisto. 
Väinö Tanner étudie aussi le droit et obtient son diplôme de juriste en 1911.
Après s'être familiarisé avec le mouvement coopératif en Allemagne, Väinö Tanner devient l'un des pionniers du mouvement coopératif en Finlande et est membre du conseil de surveillance d'Elanto en 1907, président de SOK en 1909 et président directeur général d'Elanto en 1915.
Väinö Tanner est président du Parti social-démocrate de Finlande (SDP) en 1918–1926 et 1957–1963, Premier ministre de Finlande en 1926–1927 et ministre dans plusieurs gouvernements en 1937–1944, dont ministre des Affaires étrangères pendant la guerre d'hiver.
Väinö Tanner est député du Parti social-démocrate de Finlande (SDP) de 1907 à 1911, de 1914 à 1917, de 1919 à 1927, de 1930 à 1945, de 1951 à 1954 et de 1958 à 1962. 
Il estgrand électeur présidentiel en 1950, 1956 et 1962 et candidat présidentiel en 1919, 1925, 1931.
Il œuvre pour la rénovation du Parti social-démocrate de son pays et s'oppose à maintes reprises aux revendications qu'avaient les Soviétiques sur le territoire finlandais.
En 1926, il nomme Miina Sillanpää ministre ; il s'agit de la première femme finlandaise membre d'un gouvernement.

## Ouvrages
- (fi) Hedvig Gebhard, Väinö Tanner, Väinö Hupli (ed.), Elanto kymmenen vuotta 1905–1915: osuusliike Elannon r.l. juhlajulkaisu, Helsinki: Elanto, 1915
- (fi) Väinö Tanner et al., Parempia aikoja kohti: minkälaista on viimeaikainen talouspolitiikka ollut Suomessa?: mitä sosialidemokraatit vaativat?, Helsinki, Sos.-dem. puoluetoimikunta, 1936, 93 p.

- (fi) Väinö Tanner puolustautuu, Tampere, Tampereen sos.-dem. kunnallisjärjestö, 1946
- (fi) Väinö Tanner, Näin Helsingin kasvavan, Helsinki, Tammi, 1947

- (fi) Väinö Tanner, Nuorukainen etsii sijaansa yhteiskunnassa, Helsinki, Tammi, 1948,
- (fi) Väinö Tanner, Kuinka se oikein tapahtui: vuosi 1918 esivaiheineen ja jälkiselvittelyineen, Helsinki, Tammi, 1948,
- (fi) Väinö Tanner, Tarton rauha: sen syntyvaiheet ja -vaikeudet, Helsinki, Tammi, 1949
- (fi) Väinö Tanner, Olin ulkoministerinä talvisodan aikana, Helsinki, Tammi, 1951
- (fi) Väinö Tanner, Suomen tie rauhaan 1943–44, Helsinki, Tammi, 1952,
- (fi) Arvo Tuominen (ed.), Itsenäisen Suomen arkea: valikoima puheita, Helsinki, Tammi, 1956
- (en) Väinö Tanner, The Winter war: Finland against Russia 1939–1940, Stanford 1957, Stanford University Press
- (fi) C. G. E. Mannerheim, Väinö Tanner, C. G. E. Mannerheim, Helsinki, Otava, 1964
- (fi) Väinö Tanner, Kahden maailmansodan välissä: muistelmia 20- ja 30-luvuilta, Helsinki, Tammi, 1966
- (fi) Hannu Rautkallio (préf. Lasse Lehtinen), Unohdetut päiväkirjat 1943–1944, Espoo, Väinö Tannerin säätiö. Paasilinna, 2011